# در دوردست، بهار سبز است
در دوردست، بهار سبز است (کره‌ای: 멀리서 보면 푸른 봄؛ انگلیسی: At a Distance, Spring Is Green) یک مجموعه تلویزیونی محصول کره جنوبی سال ۲۰۲۱ برپایه وب‌تونی با همین نام است. این مجموعه از ۱۴ ژوئن تا ۲۰ ژوئیه ۲۰۲۱، روزهای دوشنبه و سه‌شنبه ساعت ۲۱:۳۰ (کی‌اس‌تی) از کی‌بی‌اس۲ برای ۱۴ قسمت پخش شد. این مجموعه همچنین برای استریم بین‌المللی در ویکی و در آی‌چی‌یی (منحصراً برای مناطق جنوب شرقی آسیا) قابل دسترسی است.

## بازیگران

### اصلی
- پارک جی هون در نقش یو جون[۲]
  - سو وو جین در نقش جوانی یو جون
- کانگ مین آه در نقش کیم سو بین[۳]
- به این هیوک در نقش نام سو هیون[۴]